# Promeces fulleborni
Promeces fulleborni är en skalbaggsart som beskrevs av Schmidt 1922. Promeces fulleborni ingår i släktet Promeces och familjen långhorningar.
Artens utbredningsområde är Zimbabwe. Inga underarter finns listade i Catalogue of Life.